# IC 2427
IC 2427 је елиптична галаксија у сазвјежђу Рис која се налази на листи објеката дубоког неба у Индекс каталогу.
Деклинација објекта је + 37° 52' 34" а ректасцензија 9h 1m 1,6s. Привидна величина (магнитуда) објекта IC 2427 износи 14,9 а фотографска магнитуда 15,9. IC 2427 је још познат и под ознакама CGCG 180-28, NPM1G +38.0155, PGC 25330.